# SPG20
SPG20 es un gen que codifica para la proteína espartina. La espartina contiene un dominio MIT (Microtubule Interacting and Trafficking molecule) o molécula de interacción y tráfico de microtúbulos. 

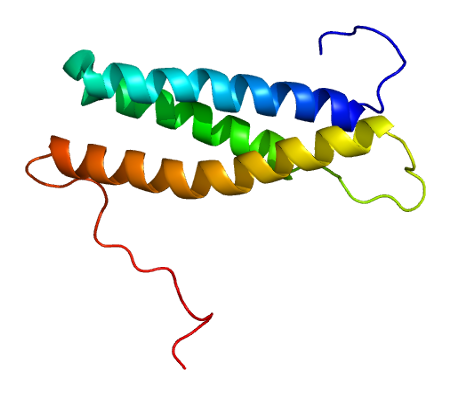
Protein SPG20 PDB 2dl1

Esta proteína podría estar encargada del tráfico endosómico de receptores de factores de crecimiento, dinámica del citoesqueleto, inhibición de la señalización de la proteína BMP y la dirección para el marcaje por ubiquitina.